# Onthophagus pullatus
Onthophagus pullatus là một loài bọ cánh cứng trong họ Bọ hung (Scarabaeidae).